# جکلین ناراکوت
جکلین ناراکوت (انگلیسی: Jaclyn Narracott؛ زادهٔ ۵ نوامبر ۱۹۹۰) اسکلتون‌سوار اهل استرالیا است.
وی در مسابقات کشوری و بین‌المللی در مجموع برندهٔ ۱ مدال نقره شده‌است.